# Astolphe de Mayence
Saint Astolphe (en allemand : Haistulph), ou Atulfe, fut archevêque de Mayence, de 813 ou 814 à sa mort en 825.
Astolphe fait partie des saints de l'Église catholique, il est fêté le 5 janvier.

## Biographie
Il fut élu pour succéder à l'archevêque Richulf, son oncle. Il était en possession du siège de Mayence en 814, puisqu'il y ordonna prêtre, le 23 décembre de cette année, Raban Maur, moine de Fulda ou Fulde, qui par la suite le remplaça (Annales fuldenses). Ce fut à lui que ce religieux dédia son ouvrage de l'Institution des clercs, et ses commentaires sur saint Matthieu. Le prélat, enchanté du savoir de l'auteur et de la clarté de son élocution, le chargea de composer des homélies sur les textes de l'écriture, qu'on avait coutume d'expliquer au peuple, ce qu'il exécuta. Saint Astolphe mourut ,
suivant la chronique de Hildesheim citée par Nicolaus Serarius, le 28 décembre de l'an 825. L'église de l'abbaye Saint-Alban devant Mayence fut le lieu de sa sépulture.

## Liens
- Notice dans un dictionnaire ou une encyclopédie généraliste :   - Deutsche Biographie
- Notices d'autorité :   - VIAF
  - GND